# Abwehr

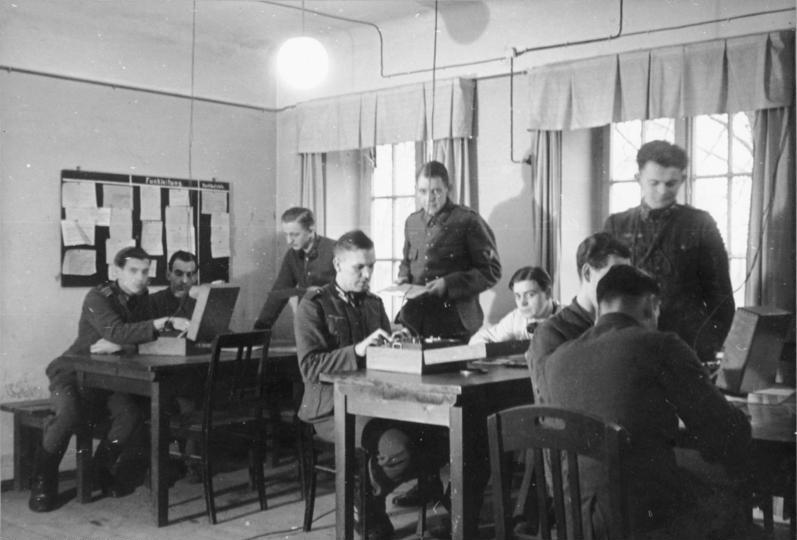
Soldaten van de Abwehr in het hoofdkwartier

De Abwehr was tot het einde van de Tweede Wereldoorlog de Duitse inlichtingendienst, die als taak had informatie te vergaren in binnen- en buitenland, en ook bezig was met spionage en contra-spionage.

## Geschiedenis
De Abwehr is opgericht in 1866 en werd sterk uitgebreid na de succesvolle rol die de dienst speelde tijdens de Frans-Duitse Oorlog. Na de capitulatie van Duitsland op het einde van de Eerste Wereldoorlog werd de dienst ontbonden, maar toen Duitsland in 1921 toestemming kreeg om weer een klein leger op te bouwen werd deze dienst al snel opnieuw opgericht.
Voor de Tweede Wereldoorlog deed de Abwehr aan industriële en militaire spionage en sabotage door Duitse spionagenetwerken in de VS. De Abwehr trachtte tevens de verkiezingen in de VS te beïnvloeden om te voorkomen dat F.D. Roosevelt, die vóór oorlogshulp was aan de Britten, voor een - uitzonderlijk - derde keer herkozen zou worden. Toen de Verenigde Staten de oorlog verklaarden rolde de FBI echter vrijwel alle Duitse spionagenetwerken op (vb: Operatie Pastorius). Hoewel expliciet verboden door Hitler (om Duitslands relaties met Engeland niet te beschadigen) opereerden er toch verschillende Abwehr-netwerken in Engeland om informatie over locatie en slagkracht van Engelse troepen door te spelen. Voorts werden er contacten gelegd met pro-Duitse strekkingen in Engeland. De Abwehr was ook verantwoordelijk voor infiltratie van buitenlandse ambassades, had geheime netwerken in neutraal Zweden en steunde Generaal Franco in Spanje. Ook tijdens de Tweede Wereldoorlog hield de organisatie zich vooral bezig met spionage en contraspionage. In Engeland was het doorgeven van schaderapporten over bombardementen van de Luftwaffe een van de vele taken van de Abwehr.
De positie van de dienst binnen het Duitse Rijk en tijdens de Tweede Wereldoorlog was omstreden. Er waren wrijvingen tussen de verschillende inlichtingendiensten van de SS, Luftwaffe en Wehrmacht. Admiraal Wilhelm Canaris, hoofd van de Abwehr, schermde het Duitse landleger, de Wehrmacht, grotendeels af van de invloed van de nazipartij en de Schutzstaffel (SS). De top van de Abwehr werd uiteindelijk de kern van verzet tegen het nationaalsocialisme.
In 1943 werd Hans von Dohnanyi, hoofd van Abwehr Buitenland, gearresteerd door de Gestapo. De officiële aanklacht luidde deviezenhandel, maar hij was betrokken bij het verzet en de vlucht van joden. Tegelijkertijd met hem werd Dietrich Bonhoeffer gearresteerd, zijn zwager en verzetsgenoot. Begin 1944 verloor Admiraal Wilhelm Canaris als hoofd van de Abwehr alle krediet bij de nazitop en werden hij en generaal-majoor Hans Oster, stafchef Abwehr en Buitenland, in februari 1944 ontheven van hun functie na het overlopen van verschillende geheime agenten. Zij waren ook actief in de Widerstand (het verzet tegen de nazi's) en werden al geruime tijd in het oog gehouden door de Gestapo. Nu de volledige top van de Abwehr verdwenen was, kwam de dienst rechtstreeks onder bevel van Schellenbergs Sicherheitsdienst (Ausland-SD) en Heinrich Himmlers Reichssicherheitshauptamt.
De dienst zou ook informatie uitgewisseld hebben met de geallieerden. De Abwehr had een heel net van Duitse geheime agenten in Groot-Brittannië, maar velen van hen waren geïdentificeerd en gerekruteerd door de Britse inlichtingendienst na ontcijfering van hun berichten, beveiligd met Enigma. Bovendien hadden de codebrekers van Bletchley Park contacten binnen de Abwehr. In juli 1944 werden Canaris en Oster gearresteerd nadat zij in verband gebracht waren met de aanslag door Claus von Stauffenberg op Adolf Hitler.
Aan het einde van de oorlog werden Canaris, Oster en Dohnanyi door de SS terechtgesteld in concentratiekamp Flossenbürg, wat meteen het einde van de Abwehr betekende. De uiteindelijke rol van de Abwehr in het verloop en het einde van de oorlog zal wellicht nooit volledig achterhaald kunnen worden.